# طرابلسيلا
طرابلسيلا (بالإنجليزية: Trabulsiella)‏ هو أحد أجناس البكتيريا التابع لشعبة المتقلبات.

## أصل التسمية
سمي هذا الجنس نسبة إلى عالم الجراثيم البرازيلي ل.ر طرابلسي (بالإنجليزية: L. R. Trabulsi)‏

## الأنواع
يضم هذا الجنس الأنواع التالية:
- (بالإنجليزية: Trabulsiella guamensis)‏
- (بالإنجليزية: Trabulsiella odontotermitis)‏